# Yeo Min-ji
Yeo Min-ji (Gyeongsang del Sur, Corea del Sur; 27 de abril de 1993) es una futbolista coreana. Juega como delantera y su equipo actual es el Suwon UDC WFC de la WK League de Corea del Sur.

## Clubes
| Club                | País          | Año             |
| ------------------- | ------------- | --------------- |
| Gumi Sportstoto WFC | Corea del Sur | 2014 - 2018     |
| Suwon UDC WFC       | Corea del Sur | 2019 - presente |